# Guerra civil iraquiana (2014-2017)
La segona guerra civil iraquiana va ser un conflicte armat que va començar el gener de 2014 i va acabar el desembre de 2017, i que es considerada com una fase de la Guerra de l'Iraq.
El 2014, la insurgència iraquiana va augmentar en una guerra civil amb la conquesta de Fal·luja, Mossul, Tikrit i en les principals àrees del nord d'Iraq per part d'Estat Islàmic. Això va donar com a resultat la renúncia forçada del primer ministre iraquià Nuri al-Maliki, a més d'atacs aeris dels Estats Units, l'Iran, Síria i almenys una dotzena d'altres països, la participació de les tropes iranianes i l'ajuda militar i logística subministrada a l'Iraq per part de Rússia. El 17 de maig del 2015, després de pràcticament un any de combats, Ramadi és conquistada per jihadistes i el 22 de desembre, l'Exèrcit iraquià va iniciar una campanya per capturar-la, i va caure el El 28 de desembre. i Fallujah va caure a la Batalla de Falluja, que va acabar el juny de 2016.
El 9 de desembre de 2017, el primer ministre Haider al-Abadi va anunciar la victòria sobre Estat Islàmic, encara que altres van advertir que esperaven que Estat Islàmic lluités per altres mitjans. Així Estat Islàmic va canviar a la tàctica de "colpejar i córrer" en un esforç per minar l'esforç del govern iraquià per erradicar-lo.